# Estació de Favara de Matarranya
Favara de Matarranya és una estació de la línia R-42 de Mitjana Distància Renfe situada al nord del terme municipal de Favara de Matarranya, però a 7 kilòmetres del seu nucli urbà, a la comarca del Baix Aragó-Casp de la província de Saragossa a la Franja de Ponent.
| Mitjana Distància de Renfe |                 |              |        |                                                                       |
| Procedència/Destinació     | <               | Línia        | >      | Procedència/Destinació                                                |
| Casp Saragossa-Delicias    | Valdepilas Casp | Línia MD Ca6 | Nonasp | Móra la Nova Barcelona-Estació de França Barcelona-Sant Andreu Comtal |